# 保罗·斯普蒂斯
保罗·迪·斯普蒂斯（英語：Paul Dee Spudis，1952年—2018年8月29日），美国地质学家和月球科学家。

## 生平
1976年，他在亚利桑那州立大学获得地质学本科学位，之后他在喷气推进实验室实习观测火星。随后他进入布朗大学学习行星地质学，并专攻月球。在获得硕士学位后，他返回亚利桑那州，在亚利桑那州立大学的隆納·格里利麾下工作。1982年，他在该校获得地质学博士学位。
1982年毕业后，他供职于美国地质调查局。在很多年后，他着重于月球勘测与推行月球探险活动。他也成为美国国家航空航天局（NASA）空间科学及太阳系探索部门（Office of Space Science, Solar System Exploration Division）的主要观测员之一，专长于星球火山地质活动及其影响，包括水星和火星。
1990年，他加入休斯顿的月球与行星研究所担任在职科学家。2002年，他参加了约翰霍普金斯大学应用物理实验室，成为高级在职科学家，期间帮助月船1号建立图形雷达系统。2008年，他重返月球与行星研究所，并担任高级在职科学家。
1991年，他成为华盛顿特区的白宫综合组成员。1994年，担任克莱门蒂号任务的科学组副主任，此外他还在其他一些科学咨询委员会任职。2004年，他担任美国总统空间探索政策执行委员会成员。他也是NASA月球勘测轨道飞行器任务中的迷你射频小组组长。
内层轨道小行星7560以他命名（7560 Spudis）。

## 著作

### 书籍
- Paul D. Spudis, The geology of multi-ring impact basins: The Moon and other planets, Cambridge University Press, 1993.
- Paul D. Spudis, The Once and Future Moon, Smithsonian Institution Press, 1996, ISBN 1-56098-634-4.
- Ben Bussey and Paul D. Spudis, The Clementine Atlas of the Moon, Cambridge University Press, 2004, ISBN 0-521-81528-2.
- Anne and Paul Spudis, Moonwake: The Lunar Frontier, Xlibris Corporation, 2005, ISBN 1-4257-0091-8.
- Paul D. Spudis, Blogging the Moon: The Once and Future Moon Collection, Apogee Prime Books, 2010, ISBN 978-1-926837-17-8
- Paul D. Spudis, The Value of the Moon: How to Explore, Live, and Prosper in Space Using the Moon's Resources, Smithsonian Books, 2016, ISBN 1588345033, ISBN 978-1588345035.